# François Victor Foveau de Courmelles
François Victor Foveau de Courmelles (1862- 1943) est un médecin français, spécialiste d'électrothérapie et de radiographie, dont il est précurseur.

## Biographie
Né le 19 juillet 1862 à Courmelles (Aisne), il fait ses études à Paris pour devenir licencié ès sciences physiques en 1883, licencié ès sciences naturelles en 1885 puis docteur en médecine en 1888.
Après avoir enseigné au Collège des Dominicains d'Arcueil pendant ses études de médecine, il professe au Collège Albert-le-Grand, chaire des sciences physiques et naturelles. Externe des hôpitaux de Marseille, il tombe malade au contact des cholériques qu'il soigne.
Il s'intéresse particulièrement à l'électricité et à l'électrothérapie et devient le premier à enseigner l'électricité médicale à l'École pratique de la Faculté de Médecine de Paris. Il soigne par l'électricité, dans les hôpitaux de Paris et Marseille, tous les malades auxquels, d'après le neurologue Duchenne de Boulogne, ce traitement s'appliquait.
En 1890, s'étant intéressé au système nerveux, il publie l'Hypnotisme et les Facultés mentales des Animaux. Suivent des publications sur ses travaux électriques, ses appareils et ses méthodes, comme la Bi-Électrolyse en 1890, la Pyrogalvanie en 1892, l'Électroscopie ou l'Ozonoscopie.
Quand les rayons X sont découverts en 1895 par Wilhem Röentgen, il imagine une ampoule double pour déterminer la position des projectiles dans l'organisme des blessés de guerre, étudie l'action des rayons X sur des aveugles, et perfectionne le traitement de Niels Ryberg Finsen contre le lupus vulgaris.

## Distinctions et nominations
- Médaille d'argent de la Société protectrice des animaux pour son ouvrage sur les Facultés mentales des animaux en 1890.

- Médaille d'honneur de la Société nationale d'encouragement au bien, d'abord pour son ouvrage sur l'hypnotisme, puis sur l'ouvrage Hygiène à table en 1894.

- Membre du jury de l'Exposition d'hygiène de Paris en 1888.

- Vice-président de l'Alliance des Savants et des Philanthropes.

- Secrétaire de l'Association des membres de l'Enseignement du baron Taylor.

- Membre des comités d'organisation des Expositions de Bordeaux et d'Amsterdam[1].

- Conférencier aux congrès de Rome (1894), Bordeaux (1895), Saint-Étienne (1896), Bruxelles (1897), Nantes (1898), Boulogne-sur-Mer (1899) et Paris (1900)[2].

- Membre de la Section médicale (créée en 1930) de l'Association des Amis de la Radiesthésie (AAR créée en 1929)[4]

- Prix Fabien de l'Académie française en 1936 pour son ouvrage Comment élever nos bêtes ? Mes bêtes et mes amis.